# 昭山镇
昭山乡，是中华人民共和国湖南省湘潭市岳塘区下辖的一个乡镇级行政单位。2015年11月19日，昭山乡、易家湾镇成建制合并设立昭山镇。

## 行政区划
昭山乡下辖以下地区：
昭山村、玉屏村、金屏村、团山村、幸福村、新农村、高峰村、百合村、金星村、马安村、立新村、黄毛村、楠木村、石金村和新民村。